# Gevlekt viltvliesje
Het gevlekt viltvliesje (Tomentellopsis submollis) is schimmel behorend tot de familie Thelephoraceae. Het leeft saprotroof en/of mycorrhizavormend in loof- en naaldbos. Het is bekend op hout van Wilg (Salix), Den (Pinus) en Spar (Picea) in bossen en struwelen op voedselarme, zandige bodems.

## Kenmerken
De hymenofoor is crème tot rozeachtig, soms met rode vlekken. De sporen zijn halfbolvormig en meten tot 7,5 µm.

## Verspreiding
In Nederland komt het gevlekt viltvliesje zeldzaam voor. Het staat niet op de rode lijst en is niet bedreigd.